# Lake Hamilton (Florida)
Lake Hamilton ist eine Stadt im Polk County im US-Bundesstaat Florida mit 1231 Einwohnern (Stand: 2010). 

## Geographie
Lake Hamilton grenzt im Süden direkt an Dundee und liegt rund 25 Kilometer nordöstlich von Bartow sowie etwa 60 Kilometer südwestlich von Orlando.

## Demographische Daten
Laut der Volkszählung 2010 verteilten sich die damaligen 1231 Einwohner auf 508 Haushalte. Die Bevölkerungsdichte lag bei 155,8 Einw./km². 63,4 % der Bevölkerung bezeichneten sich als Weiße, 24,9 % als Afroamerikaner, 0,5 % als Indianer und 0,8 % als Asian Americans. 8,3 % gaben die Angehörigkeit zu einer anderen Ethnie und 2,2 % zu mehreren Ethnien an. 13,4 % der Bevölkerung bestand aus Hispanics oder Latinos.
Im Jahr 2010 lebten in 29,1 % aller Haushalte Kinder unter 18 Jahren sowie 32,3 % aller Haushalte Personen mit mindestens 65 Jahren. 72,6 % der Haushalte waren Familienhaushalte (bestehend aus verheirateten Paaren mit oder ohne Nachkommen bzw. einem Elternteil mit Nachkomme). Die durchschnittliche Größe eines Haushalts lag bei 2,61 Personen und die durchschnittliche Familiengröße bei 3,01 Personen.
26,0 % der Bevölkerung waren jünger als 20 Jahre, 22,4 % waren 20 bis 39 Jahre alt, 27,7 % waren 40 bis 59 Jahre alt und 23,8 % waren mindestens 60 Jahre alt. Das mittlere Alter betrug 42 Jahre. 48,3 % der Bevölkerung waren männlich und 51,7 % weiblich.
Das durchschnittliche Jahreseinkommen lag bei 42.125 $, dabei lebten 18,5 % der Bevölkerung unter der Armutsgrenze.
Im Jahr 2000 war englisch die Muttersprache von 98,04 % der Bevölkerung und spanisch sprachen 1,96 %.

## Verkehr
Lake Hamilton wird vom U.S. Highway 27 (Florida State Road 25) sowie von der Florida State Road 17 durchquert.
Der nächste Flughafen ist der Orlando International Airport (rund 70 Kilometer nordöstlich).

## Kriminalität
Die Kriminalitätsrate lag im Jahr 2010 mit 264 Punkten (US-Durchschnitt: 266 Punkte) im durchschnittlichen Bereich. Es gab drei Raubüberfälle, zwei Körperverletzungen, 14 Einbrüche, 32 Diebstähle, sieben Autodiebstähle und eine Brandstiftung.